# Kirchenmusikliste

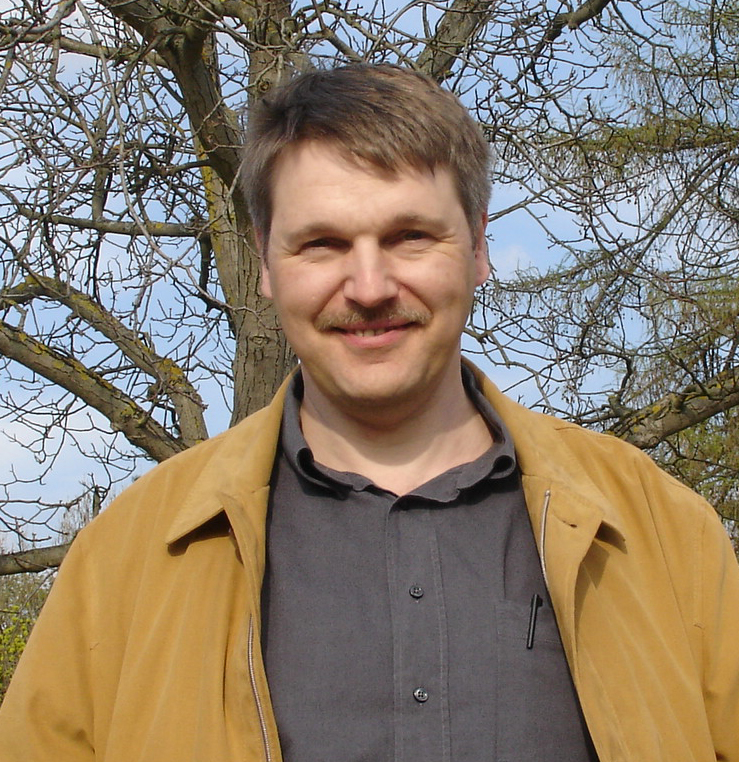
KMD Thomas Schmidt, Gründer der Kirchenmusikliste

Die Kirchenmusikliste ist eine deutschsprachige Kommunikationsplattform für Kirchenmusiker und inzwischen mit ca. 700 Mitgliedern eines der wichtigsten Austauschmedien für den Berufsstand der Kirchenmusiker. In dieser Form ist sie bisher die einzige dieser Art. Sie wurde initiiert und wird moderiert von Kirchenmusikdirektor Thomas Schmidt aus Neuwied. Neben dem Austausch zwischen den Mitgliedern bietet sie auch für Nichtmitglieder die Möglichkeit zum legalen kostenlosen Noten-Download kirchenmusikalischer Werke.